# スーパー・ベスト30 さよなら
『スーパー・ベスト30 さよなら』は、1989年1月25日に発売されたオフコース通算7作目の非監修ベスト・アルバム。

## 解説
テーマ別に編纂されたベスト・アルバム6タイトルの一枚として同時リリースされた。
主に1枚目『オフ・コース1 ⁄ 僕の贈りもの』から10枚目『I LOVE YOU』までのオリジナル・アルバム、サウンドトラック『NEXT SOUND TRACK』からヒット曲を中心に選ばれた30曲がCD2枚（カセットテープは2本）に収められている。
オリジナル・アルバム未収録シングルからは「やさしさにさようなら」、「忘れ雪」、「風に吹かれて」、「さよなら」の4曲が収録され、それ以外は同時発売の非監修ベスト・アルバム『レア』にほとんどが収録されている。

## 収録曲

### CT20-5401 (DISC 1)
| 全編曲: オフコース、矢野誠 (#8)。 |                          |          |          |      |
| #                                 | タイトル                 | 作詞     | 作曲     | 時間 |
| 1.                                | 「僕の贈りもの」         | 小田和正 | 小田和正 | 3:16 |
| 2.                                | 「水曜日の午後」         | 小田和正 | 小田和正 | 2:48 |
| 3.                                | 「やさしさにさようなら」 | 小田和正 | 小田和正 | 3:57 |
| 4.                                | 「のがすなチャンスを」   | 鈴木康博 | 鈴木康博 | 2:34 |
| 5.                                | 「眠れぬ夜」             | 小田和正 | 小田和正 | 3:14 |
| 6.                                | 「ワインの匂い」         | 小田和正 | 小田和正 | 3:11 |
| 7.                                | 「愛の中へ」             | 小田和正 | 小田和正 | 5:45 |
| 8.                                | 「忘れ雪」               | 松本隆   | 筒美京平 | 2:57 |

| 全作詞・作曲: 小田和正、全編曲: オフコース。 |                    |          |            |      |
| #                                            | タイトル           | 作詞     | 作曲・編曲 | 時間 |
| 9.                                           | 「僕等の時代」     | 小田和正 | 小田和正   | 3:47 |
| 10.                                          | 「思いのままに」   | 小田和正 | 小田和正   | 4:38 |
| 11.                                          | 「こころは気紛れ」 | 小田和正 | 小田和正   | 3:49 |
| 12.                                          | 「秋の気配」       | 小田和正 | 小田和正   | 3:49 |
| 13.                                          | 「風に吹かれて」   | 小田和正 | 小田和正   | 4:07 |
| 14.                                          | 「夏の終り」       | 小田和正 | 小田和正   | 3:42 |
| 15.                                          | 「愛を止めないで」 | 小田和正 | 小田和正   | 3:39 |

### CT20-5402 (DISC 2)
| 全編曲: オフコース。 |                    |            |      |
| #                    | タイトル           | 作詞・作曲 | 時間 |
| 1.                   | 「I LOVE YOU」     | 小田和正   | 5:03 |
| 2.                   | 「あなたのすべて」 | 小田和正   | 3:52 |
| 3.                   | 「思い出を盗んで」 | 小田和正   | 3:54 |
| 4.                   | 「言葉にできない」 | 小田和正   | 6:18 |
| 5.                   | 「SAVE THE LOVE」  | 鈴木康博   | 8:18 |
| 6.                   | 「Yes-No」         | 小田和正   | 5:00 |
| 7.                   | 「ランナウェイ」   | 鈴木康博   | 4:17 |

| 全編曲: オフコース。 |                                |            |      |
| #                    | タイトル                       | 作詞・作曲 | 時間 |
| 8.                   | 「潮の香り」                   | 鈴木康博   | 3:43 |
| 9.                   | 「時に愛は」                   | 小田和正   | 5:45 |
| 10.                  | 「めぐる季節」                 | 小田和正   | 3:55 |
| 11.                  | 「YES-YES-YES」                | 小田和正   | 3:49 |
| 12.                  | 「生まれ来る子供たちのために」 | 小田和正   | 4:54 |
| 13.                  | 「NEXTのテーマ－僕等がいた」   | 小田和正   | 5:43 |
| 14.                  | 「流れゆく時の中で」           | 鈴木康博   | 4:27 |
| 15.                  | 「さよなら」                   | 小田和正   | 5:01 |

## リリース履歴
| # | タイトル                    | 発売日        | 発売元                | 形態 | 品番        | 備考                                                                      |
| - | --------------------------- | ------------- | --------------------- | ---- | ----------- | ------------------------------------------------------------------------- |
| 1 | スーパー・ベスト30 さよなら | 1989年1月25日 | EXPRESS / TOSHIBA EMI | 2CD  | CT20-5401~2 | レーベルはレコード会社共通のデザイン。歌詞カードはカセットと共通。2枚組。 |
| 1 | スーパー・ベスト30 さよなら | 1989年1月25日 | EXPRESS / TOSHIBA EMI | 2CT  | ZT15-5401~2 | カセット同時発売。2本組。                                                 |
| 2 | バラード                    | 1989年1月25日 | EXPRESS / TOSHIBA EMI | CD   | CT23-5403   | レーベルはレコード会社共通のデザイン。歌詞カードはカセットと共通。        |
| 2 | バラード                    | 1989年1月25日 | EXPRESS / TOSHIBA EMI | CT   | ZT18-5403   | カセット同時発売。                                                        |
| 3 | SELECTION ODA               | 1989年1月25日 | EXPRESS / TOSHIBA EMI | CD   | CT23-5404   | レーベルはレコード会社共通のデザイン。歌詞カードはカセットと共通。        |
| 3 | SELECTION ODA               | 1989年1月25日 | EXPRESS / TOSHIBA EMI | CT   | ZT18-5404   | カセット同時発売。                                                        |
| 4 | SELECTION SUZUKI            | 1989年1月25日 | EXPRESS / TOSHIBA EMI | CD   | CT23-5405   | レーベルはレコード会社共通のデザイン。歌詞カードはカセットと共通。        |
| 4 | SELECTION SUZUKI            | 1989年1月25日 | EXPRESS / TOSHIBA EMI | CT   | ZT18-5405   | カセット同時発売。                                                        |
| 5 | アコースティック            | 1989年1月25日 | EXPRESS / TOSHIBA EMI | CD   | CT23-5406   | レーベルはレコード会社共通のデザイン。歌詞カードはカセットと共通。        |
| 5 | アコースティック            | 1989年1月25日 | EXPRESS / TOSHIBA EMI | CT   | ZT18-5406   | カセット同時発売。                                                        |
| 6 | レア                        | 1989年1月25日 | EXPRESS / TOSHIBA EMI | CD   | CT23-5407   | レーベルはレコード会社共通のデザイン。歌詞カードはカセットと共通。        |
| 6 | レア                        | 1989年1月25日 | EXPRESS / TOSHIBA EMI | CT   | ZT18-5407   | カセット同時発売。                                                        |